# Слива ганьсуйська
Слива ганьсуйська, бросквина ганьсуйська, мигдаль ганьсуйський (Prunus kansuensis) — вид квіткових рослин із підродини мигдалевих (Amygdaloideae).

## Біоморфологічна характеристика
Це листопадний кущ чи невелике дерево, яке може вирости 3–7 метрів у висоту.

## Поширення, екологія
Ареал: центральний Китай (Ганьсу, Хуці, Цінхуань, Шаньсі, Сичуань). Населяє гірські райони; на висотах від 1000 до 2300 метрів.

## Використання
Рослина збирається з дикої природи для місцевого використання в якості їжі. Іноді його культивують як плодову культуру в Китаї, а також іноді вирощують як декоративну культуру, яка цінується особливо за ранній період цвітіння. Його можна використовувати як підщепу і в програмах селекції персика. Плоди вживають сирими чи приготовленими. З листя можна отримати зелений барвник. З плодів можна отримати барвник від темно-сірого до зеленого.